# Sune Berg Hansen
Sune Berg Hansen (ur. 21 kwietnia 1971) – duński szachista, arcymistrz od 1998 roku.

## Kariera szachowa
Od połowy lat 90. należy do ścisłej czołówki duńskich szachistów. Wielokrotnie reprezentował Danię w turniejach drużynowych, m.in.: siedmiokrotnie na olimpiadach szachowych (w latach 1994, 2000, 2002, 2004, 2006, 2010, 2012) oraz pięciokrotnie na drużynowych mistrzostwach Europy (w latach 2005, 2007, 2009, 2011, 2013).
Wielokrotnie startował w finałach indywidualnych mistrzostw Danii, zdobywając dziesięć medali: 5 złotych (2002, 2005, 2006, 2007, 2009, 2012), 4 srebrne (1998, 1999, 2010, 2014) oraz brązowy (2008).
W 1998 r. zwyciężył w Göteborgu, natomiast w 1999 – w Hamburgu. W 2000 r. wystąpił na rozegranych systemem pucharowym w New Delhi mistrzostwach świata, w I rundzie przegrał jednak z Andriejem Charłowem i odpadł z dalszej rywalizacji. W 2004 r. podzielił III miejsce w tradycyjnym otwartym turnieju Politiken Cup w Kopenhadze. W następnym roku w tym samym turnieju podzielił II miejsce. W 2010 r. zajął I m. w openie w Bangkoku, wyprzedzając m.in. Nigela Shorta.
Najwyższy ranking w dotychczasowej karierze osiągnął 1 listopada 2010 r., z wynikiem 2603 punktów zajmował wówczas 2. miejsce (za Peterem Heine Nielsenem) wśród duńskich szachistów.